# Lee M. Fratantuono
Lee M. Fratantuono (* 6. Juni 1973) ist ein US-amerikanischer Altphilologe.

## Leben
Er studierte Classics am College of the Holy Cross und am Boston College, bevor er an der Fordham University bei Robert Carrubba mit einem 2009 veröffentlichten Kommentar zu Buch XI der Aeneis Vergils promoviert wurde. Während seiner Zeit in Fordham arbeitete er eng mit Seth Benardete zusammen. An der Ohio Wesleyan University lehrte er als Professor auf dem Lehrstuhl für Classics und hat den William-Francis-Whitlock-Lehrstuhl für Latein inne.
Seine Hauptarbeitsgebiete sind lateinische Sprache und Literatur, insbesondere die epische, lyrische und elegische Dichtung (Lukrez, Horaz, Vergil, Properz, Ovid); griechische Sprache und Literatur, insbesondere kaiserzeitliches Epos (Quintus von Smyrna) und attische Tragödie (Sophokles und Euripides), sowie römische Geschichte, insbesondere der späten Republik und der frühen Kaiserzeit.

## Schriften (Auswahl)
- Madness Unchained. A Reading of Virgil’s Aeneid. Lanham 2007, ISBN 0-7391-1237-6.
- A Commentary on Virgil, Aeneid XI. Brüssel 2009, ISBN 978-2-87031-261-2.
- Madness Transformed. A Reading of Ovid’s Metamorphoses. Lanham 2011, ISBN 0-7391-2944-9.
- Madness Triumphant. A Reading of Lucan’s Pharsalia. Lanham 2012, ISBN 978-0-7391-7314-5.
- The Battle of Actium 31 BC. War for the World. Pen & Sword Military, Barnsley 2016, ISBN 978-1-47384-714-9.
- Lucullus. The Life and Campaigns of a Roman Conqueror. Pen & Sword Military, Barnsley 2017, ISBN 978-1-47388-361-1.